# Yoselin Rojas
Yoselin Isabel Rojas Urbina (ur. 8 lipca 1983) – wenezuelska zapaśniczka. Pięciokrotna uczestniczka mistrzostw świata, piąta w 2006. Srebrna medalistka igrzysk panamerykańskich w 2007. Pięciokrotna medalistka mistrzostw panamerykańskich, złoto w 2003 i 2006. Triumfatorka Igrzysk Ameryki Środkowej i Karaibów (w 2002 i 2006), igrzysk Ameryki Południowej (w 2006) i igrzysk boliwaryjskich w 2001, 2005 i 2009 roku. Trzecia w Pucharze Świata w 2005 roku.